# كاترينا إلهوتوفا
كاترينا إلهوتوفا (بالتشيكية: Kateřina Elhotová)‏ مواليد 14 أكتوبر 1989 في براغ، هي لاعبة كرة سلة تشيكية. بدأت مسيرتها الاحترافية في سنة 2007. تلعب مع مينيسوتا لينكس. يبلغ طولها 5 قدم 11 بوصة (1.8 م). مثلت منتخب بلادها. شاركت في دورة الألعاب الأولمبية الصيفية سنة 2008. حققت المركز الثاني في بطولة كأس العالم لكرة السلة للسيدات 2010.

## سجل المنافسة
شاركت في المنافسات التالية:
- الألعاب الأولمبية الصيفية 2008
- الألعاب الأولمبية الصيفية 2012
- كأس العالم لكرة السلة للسيدات 2014

## الميداليات
| الميدالية | المسابقة                                 |
| --------- | ---------------------------------------- |
| فضية      | بطولة كأس العالم لكرة السلة للسيدات 2010 |

## روابط خارجية
- كاترينا إلهوتوفا على موقع الاتحاد الدولي لكرة السلة (الإنجليزية)
- كاترينا إلهوتوفا على موقع كرة السلة الأوروبية.كوم (الإنجليزية)
- كاترينا إلهوتوفا على موقع بروبوليرز (الإنجليزية)
- كاترينا إلهوتوفا على موقع سبورتس رفرنس (الإنجليزية)
- كاترينا إلهوتوفا على موقع أوليمبيديا (الإنجليزية)
- كاترينا إلهوتوفا على موقع اللجنة الأولمبية التشيكية (التشيكية)